# Funció poligamma equilibrada
En matemàtiques, la funció poligamma equilibrada o funció poligamma generalitzada és una funció introduïda per Olivier Espinosa i Victor H. Moll.
Consisteix en una generalització de la funció poligamma a ordre negatiu i fraccionari, romanent igual a aquesta per ordres enters positius.

## Definició
La funció poligamma generalitzada està definida com segueix:

{\displaystyle \psi (z,q)={\frac {\zeta '(z+1,q)+{\big (}\psi (-z)+\gamma {\big )}\zeta (z+1,q)}{\Gamma (-z)}}}
o alternativament,
{\displaystyle \psi (z,q)=e^{-\gamma z}{\frac {\partial }{\partial z}}\left(e^{\gamma z}{\frac {\zeta (z+1,q)}{\Gamma (-z)}}\right),}
on ψ(z) és la funció poligamma i ζ(z,q), es la funció zeta de Hurwitz.
La funció està equilibrada si satisfà les condicions
{\displaystyle f(0)=f(1)\quad {\text{i}}\quad \int _{0}^{1}f(x)\,dx=0}.

## Relacions
Diverses funcions especials poden ser expressades en termes de funció poligamma generalitzada:
{\displaystyle {\begin{aligned}\psi (x)&=\psi (0,x)\\[8px]\psi ^{(n)}(x)&=\psi (n,x)\qquad n\in \mathbb {N} \\[8px]\Gamma (x)&=\exp \left(\psi (-1,x)+{\tfrac {1}{2}}\ln 2\pi \right)\\[8px]\zeta (z,q)&={\frac {\Gamma (1-z)}{\ln 2}}\left(2^{-z}\psi \left(z-1,{\frac {q+1}{2}}\right)+2^{-z}\psi \left(z-1,{\frac {q}{2}}\right)-\psi (z-1,q)\right)\\[8px]\zeta '(-1,x)&=\psi (-2,x)+{\frac {x^{2}}{2}}-{\frac {x}{2}}+{\frac {1}{12}}\\[8px]B_{n}(q)&=-{\frac {\Gamma (n+1)}{\ln 2}}\left(2^{n-1}\psi \left(-n,{\frac {q+1}{2}}\right)+2^{n-1}\psi \left(-n,{\frac {q}{2}}\right)-\psi (-n,q)\right)\end{aligned}}}
on Bn(q) són els polinomis de Bernoulli.
{\displaystyle K(z)=A\exp \left(\psi (-2,z)+{\frac {z^{2}-z}{2}}\right)}
donde K(z) és la funció K i A es la constant de Glaisher.

## Valors especials
La funció poligamma generalitzada pot ser expressada en forma compacta en certs punts (on A és la constant de Glaisher i G és la constant de Catalan):
{\displaystyle {\begin{aligned}\psi \left(-2,{\tfrac {1}{4}}\right)&={\tfrac {1}{8}}\ln 2\pi +{\tfrac {9}{8}}\ln A+{\frac {G}{4\pi }}&&\\[8px]\psi \left(-2,{\tfrac {1}{2}}\right)&={\tfrac {1}{4}}\ln \pi +{\tfrac {3}{2}}\ln A+{\tfrac {5}{24}}\ln 2&\psi \left(-3,{\tfrac {1}{2}}\right)&={\tfrac {1}{16}}\ln 2\pi +{\tfrac {1}{2}}\ln A+{\frac {7\zeta (3)}{32\pi ^{2}}}\\[8px]\psi (-2,1)&={\tfrac {1}{2}}\ln 2\pi &\psi (-3,1)&={\tfrac {1}{4}}\ln 2\pi +\ln A\\[8px]\psi (-2,2)&=\ln 2\pi -1&\psi (-3,2)&=\ln 2\pi +2\ln A-{\tfrac {3}{4}}\end{aligned}}}